# Estación Rumié
Rumié era una estación ferroviaria que formó parte de la línea Santiago-Valparaíso de la Empresa de los Ferrocarriles del Estado, y luego del Metro Regional de Valparaíso que operó hasta 2005. Se ubicaba en la comuna de Villa Alemana.

## Historia
La estación nació como paradero en 1950, para luego ser ascendida a estación en 1960.

### Clausura
Antes del comienzo de la IV etapa de Tren Limache-Puerto, que conecta a las comunas de Limache, Villa Alemana, Quilpué, Viña del Mar y Valparaíso; la Secretaría Ejecutiva de la Comisión de Planificación de Inversiones en Infraestructura de Transporte realizó estudios sobre la utilidad a largo plazo de Rumié, entre 1997 y 1999, con una actualización en 2002. En ese momento se determinó que la zona no poseía las características demográficas para necesitar una estación, por lo que se determinó clausurar Rumié privilegiando a la joven estación La Concepción. Actualmente existe una parada de buses en el sitio donde se ubicaba la estación.

### Intentos para reintegrarla
Desde la inauguración de la IV etapa, se ha protestado mucho por su reintegración a la línea del metro, junto con la también desaparecida estación Valencia. Entre los argumentos expuestos están la explosión demográfica sufrida en los últimos años, y lo que es defendido por el gobernador de la provincia de Marga Marga Arturo Longton, el alcalde de Quilpué Mauricio Viñambres y el diputado Marcelo Schilling.